# NGC 659
NGC 659 је расејано звездано јато у сазвежђу Касиопеја које се налази на NGC листи објеката дубоког неба.
Деклинација објекта је + 60° 40' 12" а ректасцензија 1h 44m 24,0s. Привидна величина (магнитуда) објекта NGC 659 износи 7,9. NGC 659 је још познат и под ознакама OCL 332.